# Château d'Oyez
Le château d'Oyez est à la fois une motte féodale, reste d'un châteauvieux, et un manoir seigneurial longtemps connu sous le nom de La Salle, qui sont situés au village de Bellac sur la commune de Saint-Simon (Cantal), département du Cantal (France).

## Description
Il existe sur la partie haute du site une ancienne motte féodale qui surplombait le village et où il subsiste des travées de deux anciennes enceintes. Ce château contrôlait le passage dans la vallée de la Jordanne.
Près du village, un peu au-dessus de la route, il y a un manoir, autrefois appelé la Salle d'Oyez, qui comprend un bâtiment rectangulaire avec une petite tourelle octogonale en encorbellement et une vieille tour, c'est le château subsistant.
Le château, qui existait au XIVe siècle, se compose d'un corps de logis rectangulaire, flanqué d'une grosse tour circulaire à son angle nord-est, d'une échauguette octogonale à son angle sud-est, et d'une tourelle à pans coupés sur la façade ouest, laquelle présente une porte du XVIe siècle. Il existe des décors sculptés autour des fenêtres. A l'intérieur, le décor présente un caractère artistique rare dans les campagnes de Haute-Auvergne. Un bâtiment rectangulaire, à usage de communs, a été ajouté postérieurement au nord de ce château.

## Historique

### Famille d'Oyez
Une famille d'Oyez est encore attestée en plusieurs lieux des environs au XVe siècle.

### Famille de Laroque
- Antoine de La Roque était seigneur d'Oyez,
- Pierre de La Roque, seigneur d'Oyez, épouse Gaillarde de Caissac, dame de Niossel, à Marmanhac et d'Oyez, fille de Raymond, seigneur de Sedaiges et de Messac, et de Marguerite de Rozières.

### Famille Cambefort
Le château actuel a été en partie reconstruit au milieu du XVIe siècle par Guillaume Cambefort, conseiller au Présidial d'Aurillac, qui a épousé le 13 septembre 1543 Marguerite de La Roque, dame de Niossel, héritière de Roquenatou en 1579.

### Familles Peytavi
À partir de la fin du XVIIIe siècle, le château appartint à la famille Peytavi, dont une branche avait pris le nom de La Salle.
- Antoine Peytavi, avocat né à La Salle, a épousé Marie Anne Clary (1737-1812), fille de Joseph Clary, dit de La Bourgade (1708-1787) et de Catherine Robbert-Lablanche, avec laquelle il a eu un fils Jean Pierre Peytavi (devenu prêtre) et une fille Marie-Thérèse Peytavi de Lasalle (1765-1804)

Celle-ci épousa à Aurillac en 1781 Jean-Pierre Lespinats de Boussac, fils de Jean-Baptiste Lespinats de Boussac, consul d'Aurillac, conseiller de l'hôtel-de-ville, et de Gabrielle Delzons de Combelles.
- Marie-Thérèse Lespinats de Boussac (1785-1857), une de leurs filles, laquelle épousa Louis Bessière.
- Marie-Marguerite Bessière (1809), sa fille, épouse en 1824 Louis Delzangles (1795).

### Famille Delzangles
Il appartient ensuite à la famille Delzangles, qui a donné un maire à Saint-Simon.

## Protection
Le château est inscrit au titre des monuments historiques pour ses façades et toitures par arrêté du 22 novembre 1972.

## Valorisation du patrimoine
Des visites sont organisées en juillet et en août. Des expositions artistiques y sont organisées.